# Björn Borgmann
Björn Borgmann (* 1966 in Wuppertal) ist ein deutscher Künstler.

## Leben
Björn Borgmann studierte Bildende Kunst an der Kunstakademie Düsseldorf bei Tony Cragg. Im Anschluss absolvierte er eine Ausbildung zum Farblithografen. Er lebt und arbeitet als Maler in Wuppertal.
Arbeiten von Björn Borgmann befinden sich in den öffentlichen und privaten Sammlungen der Deutschen Bank, der Bayer AG Leverkusen, der Sparkasse Gelsenkirchen, der Stadtsparkasse Wuppertal und von Mannesmann Mobilfunk.

## Ausstellungen (Auswahl)
- 1995: Von der Heydt-Museum, Wuppertal
- 2002 „Zippen und Zappen“, Kunstverein Groenlo NL
- 2004: Museum Baden, Solingen
- 2006: galerie son, Berlin
- 2008: SINAF Seoul International New Art Fair
- 2008: galerie son, Berlin
- 2009: Dialog zwischen Antony Gormley und Björn Borgmann, Sammlung Hoffmann

## Veröffentlichungen
- „Die Magie des Marktes“. Stadtsparkasse Gelsenkirchen-Buer, 1998 (Ausstellungskatalog).